# Casa do Cavalo Baio
Casa do Cavalo Baio é um edifício histórico localizado na cidade de Araucária, no estado brasileiro do Paraná. O imóvel, que é de propriedade particular (dos familiares de Fabiane Charvet Inkot), foi tombado como patrimônio histórico em 26 de dezembro de 1978 pela Secretária de Cultura do Estado do Paraná (setor: Coordenadoria do Patrimônio Cultural).

## Histórico
O imóvel foi construído pela família Suckow em 1870 para ser um estabelecimento comercial. Em 1943, o prédio foi comprado pela família Charvet, imigrantes franceses oriundos de São Paulo, para fundarem a "Companhia São Patrício", empresa de fios e tecidos de linho.

### Denominação
O prédio ganhou a denominação popular de Casa do Cavalo Baio já nos primeiros anos de ocupação dos Charvet, graças aos cavalos da família que ficavam ao lado da casa, destacando-se o cavalo Rex, que era um baio de porte e beleza impar. O nome tornou-se referencia de localidade porque a população argumentava da seguinte forma quando necessitava indicar um local:
| “ | você vai passar por uma casa onde tem um cavalo baio | ” |

Posteriormente, o local tornou-se um armazém de secos e molhados com o nome popular que ficou conhecido: "Armazém Cavalo Baio". Com o tombamento do imóvel, em 1978, foi oficializado a atual denominação.

### Tombamento
O tombamento do imóvel foi solicitada às instituições competentes pela própria família Charvet, pois o projeto municipal da construção da Avenida Archelau de Almeida Torres, determinava a demolição do prédio. Após a aprovação do governo estadual na manutenção do local como patrimônio histórico por ser a primeira construção em alvenaria da cidade, o projeto da avenida teve que ser refeito, desviando seu trajeto da casa.

## Arquitetura
O engenheiro responsável pela construção foi Walter Joslin, que projetou uma casa em alvenaria de tijolos e embasamento em alvenaria de pedra, com porão, sótão e telhado em estrutura em duas águas, cobertas com telhas alemãs. Em geral, sua arquitetura possui traços de construções centro-europeias.